# Adelocephala castanea
Adelocephala castanea är en fjärilsart som beskrevs av Alpheus Spring Packard 1905. Adelocephala castanea ingår i släktet Adelocephala och familjen påfågelsspinnare. Inga underarter finns listade i Catalogue of Life.